# Taekwondo na Letních olympijských hrách 2008 – ženy do 67 kg
Taekwondo hmotnostní kategorie ženy do 67 kg na Letních olympijských hrách 2008 se konalo v Beijing Science and Technology University Gymnasium 22. srpna. Do zápasů nastoupilo 16 žen, které byly omezeny hmotnostním limitem 67 kilogramů.  Základní kolo odstartovalo v 11:00, čtvrtfinále v 16:00, semifinále v 17:30, opravné zápasy v 18.30, zápasy o bronzové medaile v 19.30 a finále v 20:30. V Taekwondu se udělují dvě bronzové medaile.

## Účastníci
| *  | Sportovec                 | Úspěchy                                                                                        |
| -- | ------------------------- | ---------------------------------------------------------------------------------------------- |
| 1  | Elisavet Mystakidou       | Letní olympijské hry 2004 Mistrovství Světa 1993 Mistrovství Světa 2001 Mistrovství Světa 2003 |
| 2  | Asunción Ocasio           |                                                                                                |
| 3  | Mariama Barry             |                                                                                                |
| 4  | Helena Fromm              | Mistrovství Evropy 2008 Mistrovství Světa 2007                                                 |
| 5  | Tina Morgan               |                                                                                                |
| 6  | Karine Sergerie           | Mistrovství světa 2007 Panamerické hry 2007 Mistrovství světa 2003 Mistrovství světa 2005      |
| 7  | Sibel Guler               |                                                                                                |
| 8  | Vanina Sánchez            |                                                                                                |
| 9  | Mary Antoinette Rivero    | Mistrovství Asie 2008 Asijské hry 2006                                                         |
| 10 | Sandra Šarić              | Mistrovství Evropy 2008 Mistrovství světa 2003 Mistrovství světa 2005 Mistrovství světa 2007   |
| 11 | Hwang Kjong-son           | Mistrovství Světa 2005 Mistrovství světa 2007 Asijské hry 2006 Letní olympijské hry 2004       |
| 12 | Sheikha Maitha Al-Maktoum |                                                                                                |
| 13 | Mouna Benabderrassoul     | Mistrovství světa 2001                                                                         |
| 14 | Yoriko Okamoto            | Letní olympijské hry 2000                                                                      |
| 15 | Liya Nurkina              |                                                                                                |
| 16 | Gwladys Épangue           | Mistrovství světa 2005 Mistrovství světa 2007                                                  |

## Zápasy
| Vyřazovací kolo           | Vyřazovací kolo |  |                 | Čtvrtfinále           | Čtvrtfinále |  |  | Semifinále      | Semifinále |  |  | Zápas o zlato   | Zápas o zlato |
|                           |                 |  |                 |                       |             |  |  |                 |            |  |  |                 |               |
| Elisavet Mystakidou       | 0               |  |                 |                       |             |  |  |                 |            |  |  |                 |               |
| Asunción Ocasio           | 1               |  |                 | Asunción Ocasio       | 2           |  |  |                 |            |  |  |                 |               |
| Mariama Barry             | 1               |  | Helena Fromm    | 0                     |             |  |  |                 |            |  |  |                 |               |
| Helena Fromm              | 6               |  |                 |                       |             |  |  | Asunción Ocasio | 0          |  |  |                 |               |
| Tina Morgan               | 0               |  |                 |                       |             |  |  | Karine Sergerie | 2          |  |  |                 |               |
| Karine Sergerie           | 0 (SUP)         |  |                 | Karine Sergerie       | 3           |  |  |                 |            |  |  |                 |               |
| Sibel Guler               | 0               |  | Vanina Sánchez  | 0                     |             |  |  |                 |            |  |  |                 |               |
| Vanina Sánchez            | 4               |  |                 |                       |             |  |  |                 |            |  |  | Karine Sergerie | 1             |
| Mary Antoinette Rivero    | 1               |  |                 |                       |             |  |  |                 |            |  |  | Hwang Kjong-son | 2             |
| Sandra Šarić              | 4               |  |                 | Sandra Šarić          | 1           |  |  |                 |            |  |  |                 |               |
| Hwang Kjong-son           | 5               |  | Hwang Kjong-son | 3                     |             |  |  |                 |            |  |  |                 |               |
| Sheikha Maitha Al-Maktoum | 1               |  |                 |                       |             |  |  | Hwang Kjong-son | 2          |  |  |                 |               |
| Mouna Benabderrassoul     | 2               |  |                 |                       |             |  |  | Gwladys Épangue | 1          |  |  |                 |               |
| Yoriko Okamoto            | 0               |  |                 | Mouna Benabderrassoul | 1           |  |  |                 |            |  |  |                 |               |
| Liya Nurkina              | 0               |  | Gwladys Épangue | 1 (SUP)               |             |  |  |                 |            |  |  |                 |               |
| Gwladys Épangue           | 3               |  |                 |                       |             |  |  |                 |            |  |  |                 |               |

## Opravy
|  | 1. kolo                   | 1. kolo                   | 1. kolo |  |  | Zápas o bronz   | Zápas o bronz   | Zápas o bronz |
|  |                           |                           |         |  |  |                 |                 |               |
|  |                           |                           |         |  |  | Asunción Ocasio | Asunción Ocasio | 1             |
|  | Sandra Šarić              | Sandra Šarić              | 4       |  |  | Sandra Šarić    | Sandra Šarić    | 5             |
|  | Sheikha Maitha Al-Maktoum | Sheikha Maitha Al-Maktoum | 0       |  |  |                 |                 |               |

|  | 1. kolo        | 1. kolo        | 1. kolo |  |  | Zápas o bronz   | Zápas o bronz   | Zápas o bronz |
|  |                |                |         |  |  |                 |                 |               |
|  |                |                |         |  |  | Tina Morgan     | Tina Morgan     | 1             |
|  | Tina Morgan    | Tina Morgan    | 9       |  |  | Gwladys Épangue | Gwladys Épangue | 4             |
|  | Vanina Sánchez | Vanina Sánchez | 2       |  |  |                 |                 |               |